# Epacris virgata
Epacris virgata är en ljungväxtart som beskrevs av Joseph Dalton Hooker. Epacris virgata ingår i släktet Epacris och familjen ljungväxter. Inga underarter finns listade i Catalogue of Life.